# Ivan Nepomuk Zore
Ivan (Janez) Nepomuk Zore, slovenski teolog, * 20. april 1893, Valburga, † 8. junij 1987, Maribor. 

## Življenje in delo
Ivan Nepomuk Zore se je rodil v družini kočarjev Janeza Zoreta in Helene Zore (rojene Srebernjak). Obiskoval je gimnazijo v Ljubljani (1904-1908) in Kranju (1908-1913) ter nato študiral bogoslovje v Ljubljani in bil 1916 posvečen. Nato je kaplanoval v Šentvidu pri Stični. Septembra 1918 je vstopil v jezuitski noviciat v Šentandražu v Labotski dolini na Koroškem (nem. St. Andrä im Lavanttal), od 1919–1925 nadaljeval študij filozofije in teologije v Enghienu (Belgija), se vrnil v Ljubljano in doktoriral 1930 iz teologije, 1931 pa iz filozofije na Gregorianski univerzi v Rimu. V Ljubljani je 1926–1929 urejal Glasnik S. J., v Beogradu  ustanavljal jezuitsko redovno hišo in župnijo sv. Petra (1929-1931). Leta 1931 odšel za profesorja dogmatike v nadškofijsko bogoslovje v Sarajevo, kjer je bil tudi rektor. Od 1935–1937 je učil dogmatiko na katoliški univerzi v Lublinu (Poljska), nato živel v Rimu kot profesor dogmatike na Gregoriani (1950–1968) in svetovalec za študijske zadeve pri generalni kuriji jezuitov, zlasti pri izdelavi pravil Ratio studiorum superiorum. Ob patru Antonu Prešernu je tudi on večkrat posredoval v zadevah Slovencev, tudi slovenskih škofov pri vatikanskih uradih. Med vojno, ko je opravljal službo cenzorja knjig, je bil označen za nasprotnika Nezavisne države Hrvaške. Po upokojitvi 1971 se vrnil v Slovenijo in živel v Mariboru.